# Mahindra KUV100
Mahindra KUV100 ― крос-хетчбек, розроблений та виготовлений індійською компанією Mahindra & Mahindra.

## Варіанти

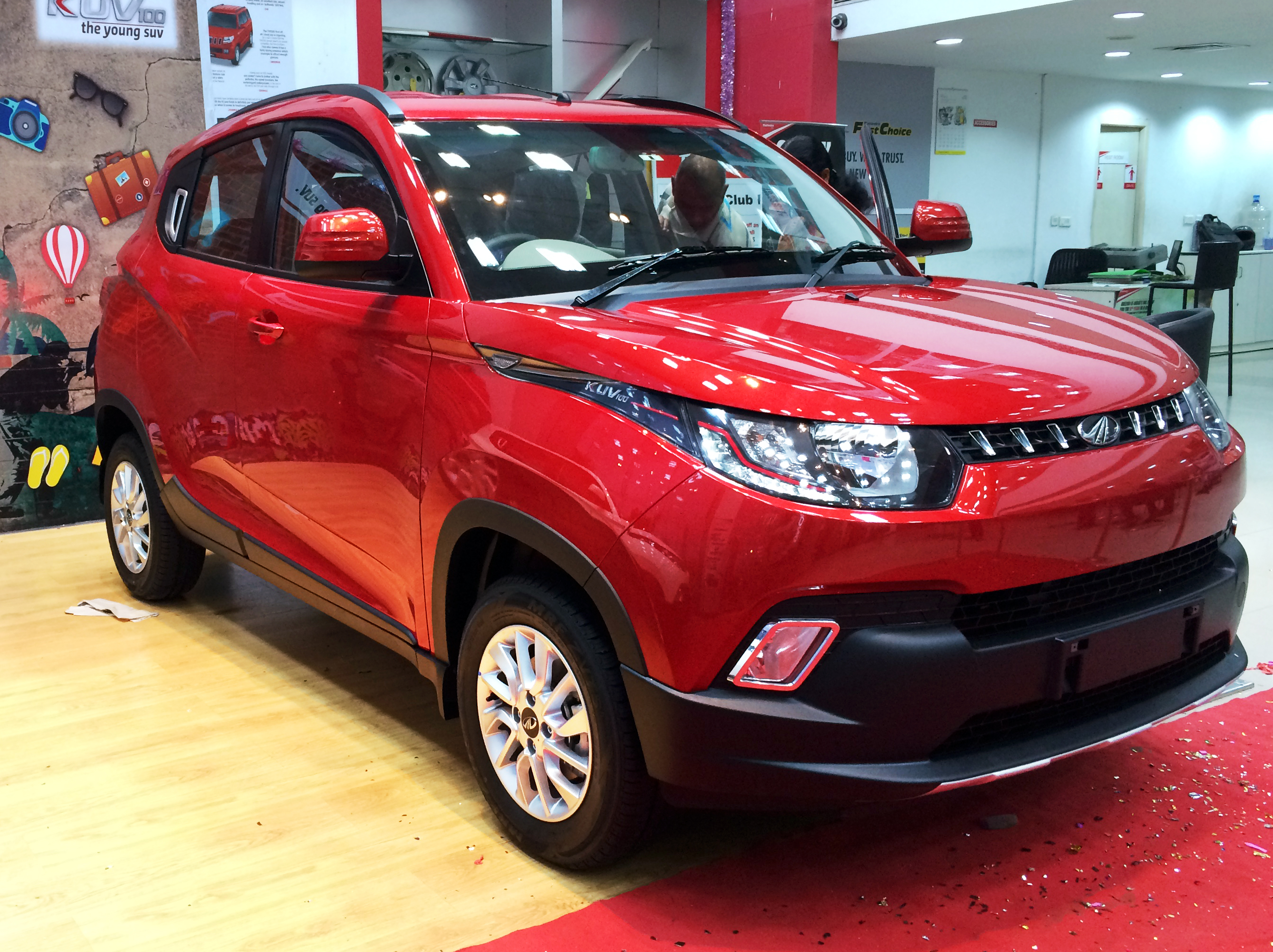

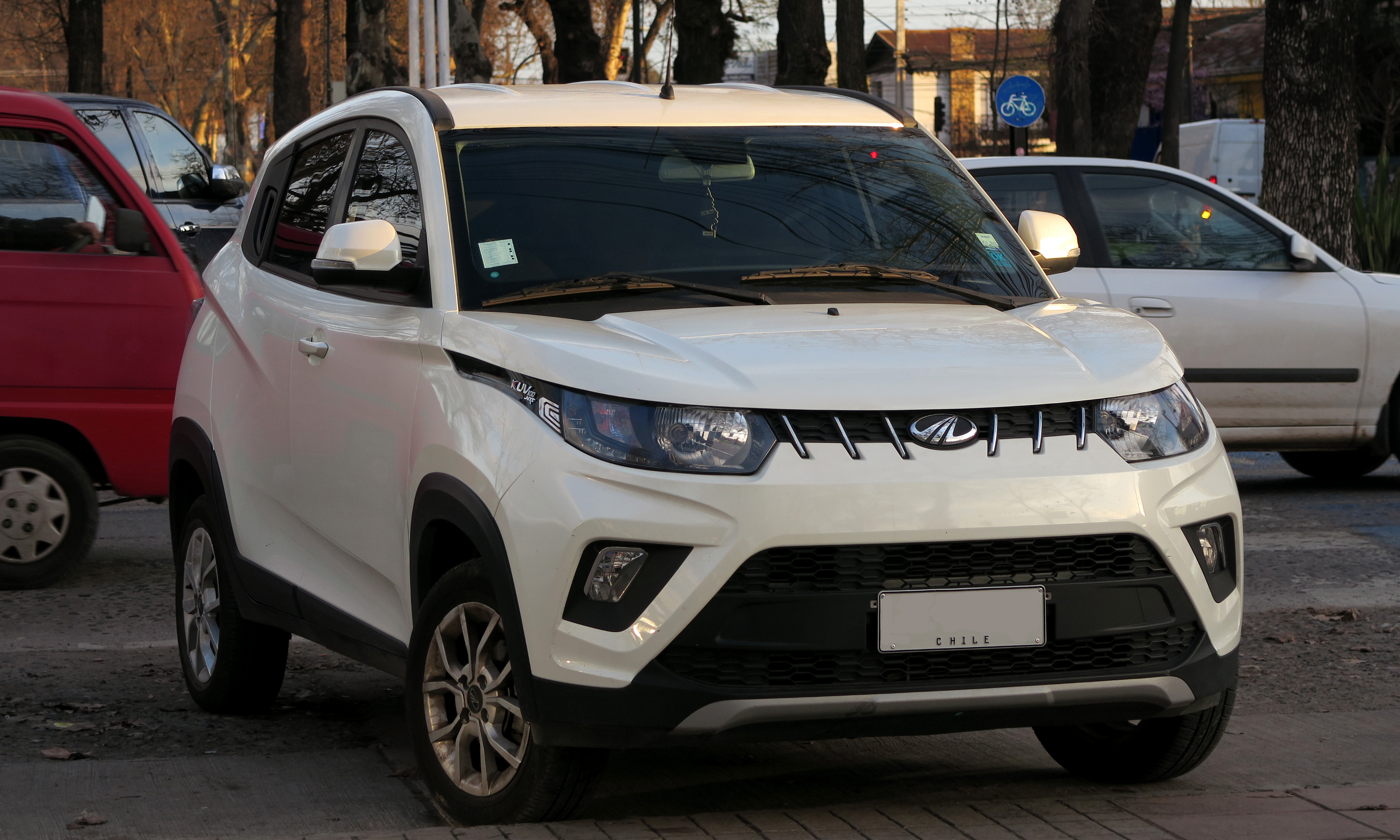
Рестайлінг
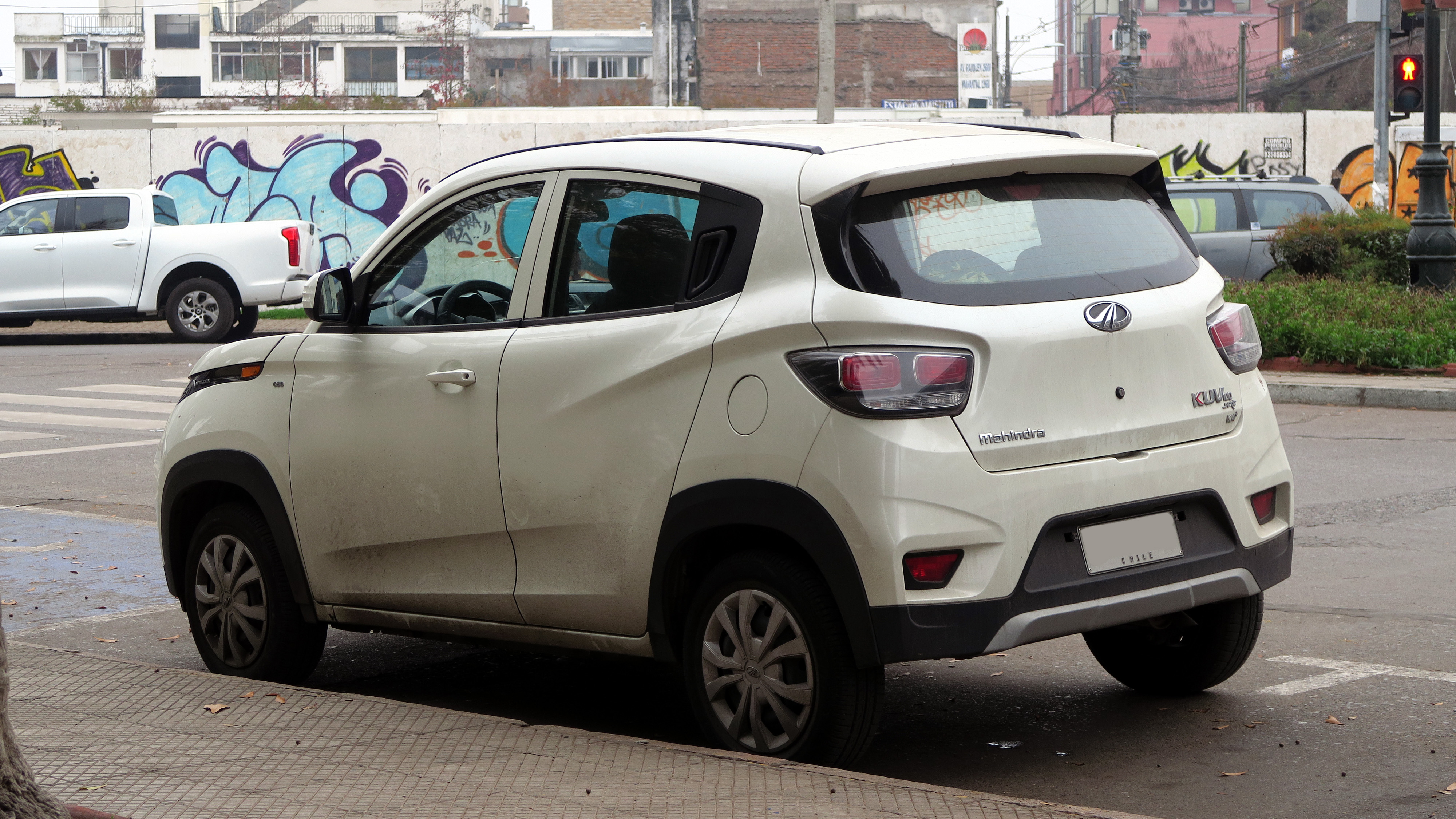

KUV100 був доступний в Індії в 14 версіях. Він пропонувався в 7 бензинових та 7 дизельних моделях: K2, K4, K6 та K8. Він був доступний у 7 кольорах, а саме: яскраво-червоний, аквамариновий, вогненно-помаранчевий, перлинно-білий, сліпуче срібний, дизайнерський сірий та темно-чорний.

Повністю електрична версія KUV100 під назвою e-KUV100 була представлена на Auto Expo 2018. 

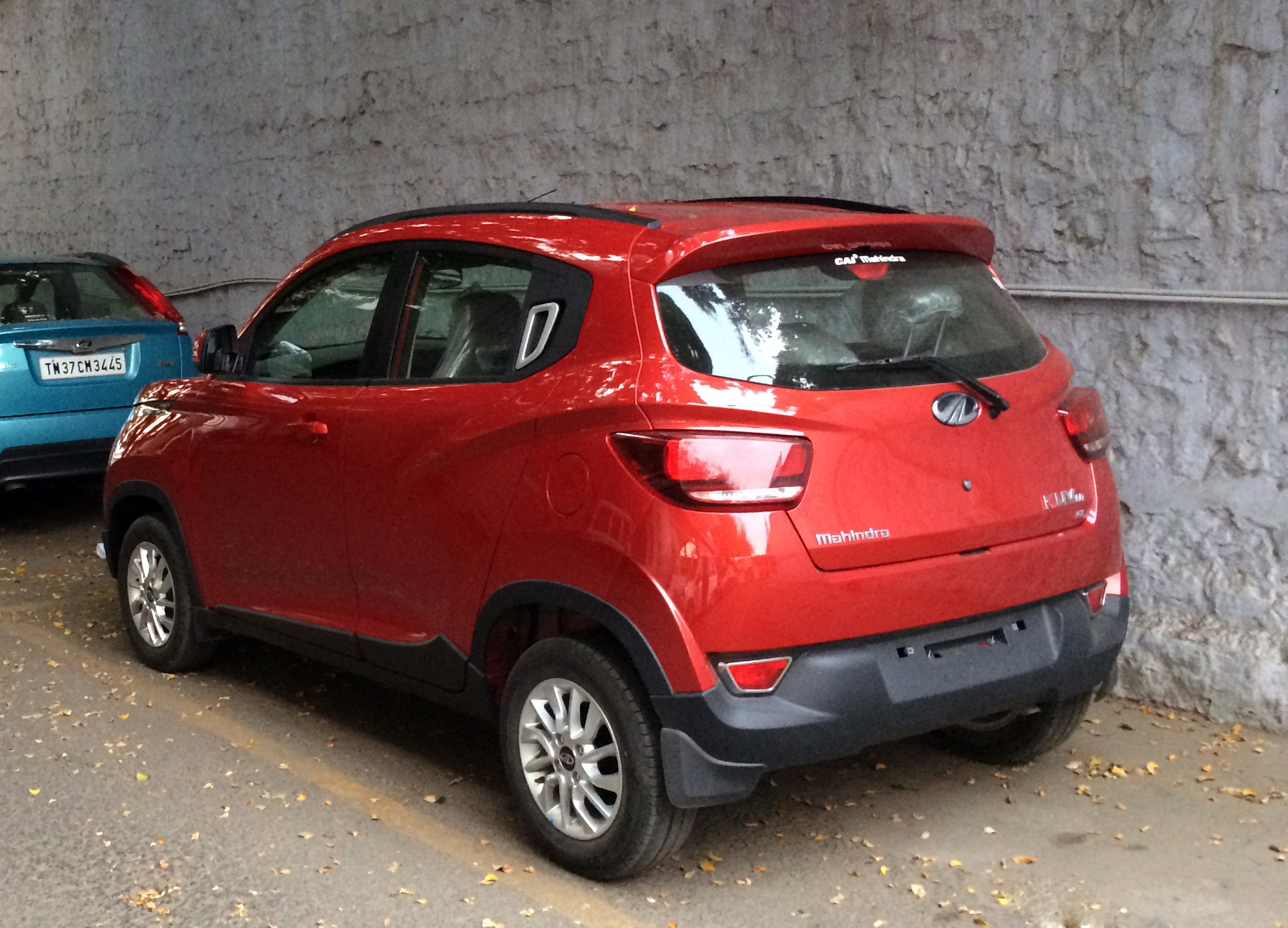

e-KUV100 побудований на новій платформі автовиробника для легких електромобілів під назвою MESMA 48. Mahindra e-KUV100 має один електродвигун, який генерує 54,35 к.с. потужності та 120 Нм крутного моменту. Працюючи від акумулятора ємністю 15,9 кВт⋅год, e-KUV100 може забезпечити запас ходу 147 км на одному заряді, а його ціна становитиме близько ₹8,25 лакхів (ціна в автосалоні в Делі). Очікувалося що він надійде у продаж до січня 2021 року. 
- Рестайлінг

## Двигун
KUV100 використовує бензиновий двигун Mahindra mFalcon G80 об'ємом 1,2 літра з 3-циліндровим двигуном, багатоточковим уприскуванням палива (MPFI) та подвійною системою зміни фаз газорозподілу, потужністю 61 кВт (82 к.с.) при 5500 об/хв максимальної потужності та 115 Нм при 3500–3600 об/хв пікового крутного моменту. Він також обіцяє витрату палива 18,15 км/л.
Його дизельний варіант використовує 1,2-літровий 3-циліндровий двигун mFalcon D75 з турбонаддувом, інтеркулером та технологією прямого впорскування палива Common Rail.
Він здатний видавати потужність 57,4 кВт (77 к.с.) при 3750 об/хв та крутний момент 190 Нм при 1750—2250 об/хв завдяки 5-ступінчастій механічній коробці передач. Він здатний забезпечити витрату палива 25,32 км/л. За розмірами він ідентичний бензиновій версії, і, окрім дизельного двигуна, не має жодних додаткових функцій.

## Безпека
Стандартні характеристики KUV включають подвійні передні подушки безпеки для безпеки водія та пасажира, антиблокувальну систему гальм (ABS) з електронним розподільником гальмівного зусилля (EBD) та переднатягувачі ременів безпеки передніх пасажирів, що забезпечують безпеку всіх пасажирів.
Інші функції безпеки включають складну рульову колонку, блокування замків від дітей на задніх дверях, автоматичне блокування дверей з датчиком швидкості, автоматичне вмикання аварійної сигналізації при екстреному гальмуванні або відкритті капота, автоматичне вмикання аварійної сигналізації при зіткненні, протиугінну сигналізацію, протиковзні затискачі для килимка з боку водія, кріплення для дитячих сидінь ISOFIX на задньому сидінні.